# Jessica Mauboy
|  | Maskinoversættelse og/eller tvivlsomt indhold Denne sides indhold bærer præg af at være en maskinoversættelse og/eller meget dårligt og uklart formuleret. Det vurderes at sproget er så dårligt og eventuelt forkert eller til at misforstå, at det bør omskrives eller oversættes på ny. Du kan hjælpe med at oversætte til korrekt dansk i denne og lignende artikler. Hvis dette ikke sker inden for kort tid, kan en sletning komme på tale. Se evt. denne sides diskussionsside eller i artikelhistorikken. |

Jessica Hilda Mauboy (født 4. august 1989) er en australsk sanger, sangskriver og skuespiller. I 2006 var Mauboy finalist i den fjerde sæson af Australian Idol; hun gik til audition til talentshowet i Alice Springs, Northern Territory for at forfølge en musikkarriere. Mauboy underskrev efterfølgende en kontrakt med Sony Music Australia.
I februar 2007 udgav hun sit debutlivealbum, The Journey, der opnåede en placering som nummer fire på ARIA Album Chart og blev certificeret med guld af Australian Recording Industry Association. Senere samme år blev hun kortvarigt medlem af popgruppen Young Divas, før hun genoptog sin solokarriere i starten af 2008. Mauboy udgav sit debutalbum Been Waiting i november 2008, som indeholdte hendes første nummer 1-single, "Burn", samt top ti-hitsene "Running Back" og "Because". Been Waiting blev det næstbedst sælgende australske album i 2009 og blev certificeret med dobbelt platin. Hendes andet album, Get 'Em Girls (2010), indeholdte top ti-singlerne, "Saturday Night" og "Inescapable". Mauboys tredje studiealbum, Beautiful, blev udgivet i 2013 og indeholder top-ti-singlerne "Pop a Bottle (Fill Me Up)" og "Never Be the Same".
Mauboy har modtaget tretten ARIA Music Awards-nomineringer, hvoraf hun har vundet to. I april 2013 blev hun rangeret som nummer 16 på Herald Suns liste over de "100 Greatest Australian Singers of All Time". Udover hendes musikkarriere har Mauboy også vovet sig ind i skuespilfaget. Hun havde sin debut i filmen i tilpasningen af Aboriginal-musicalen fra 1990, Bran Nue Dae (2010), og medvirkede i den kritikerroste film, The Sapphires (2012).

## Tidlige liv
Jessica Hilda Mauboy blev født den 4. august 1989 og opvoksede i Darwin, Northern Territory. Hendes far, Ferdi, er af indonesisk afstamning og kom fra den vestlige del af Timor, og hendes mor, Therese, er en del af den oprindelige australske befolkning. Mauboys mor er fra den indfødte Kuku Yalanji-stamme i regnskovsregionen i Far North Queensland. Mauboy er det yngste barn af fem børn. Fra en tidlig alder, blev hun involveret i det lokale kirkekor sammen med sin bedstemor. Hendes hjem blev beskrevet som det "mest støjende hus i nabolaget", hvor Mauboys mor ofte sang, hendes far spillede guitar og resten af familien viste deres passion for musik. Mauboy gik på Wulagi Primary School og Sanderson High School i byen Darwin.
I en alder af fjorten, blev Mauboys talenter eksponeret via Telstra Road to Tamworth konkurrence på Tamworth Country Music Festival i 2004 i Tamworth, New South Wales. Som den første vinder af konkurrencen, rejste Mauboy til Sydney for at optræde og scorede en pladekontrakt med Sony Music Australia. Hun udgav derefter en country-inspirerede gengivelse af Cyndi Laupers hit "Girls Just Wanna Have Fun". En video til hendes version af sangen blev udgivet; dog blev sangen ingenting, og Mauboy tog tilbage til Darwin, indtil en audition til tv-talent-show Australian Idol i 2006.

### 2006:Australian Idol
Mauboy gik til en audition til den fjerde sæson af Australian Idol i Alice Springs, Northern Territory med Whitney Houstons sang "I Have Nothing". Hendes audition imponerede alle tre dommere, og hun nåede frem til semifinalerne. Efter semifinalen havde Mauboy avancerede sig til top tolv. Medierne citeret hendes tidligere Sony-kontrakt som begrundelse for afskedigelsen, men da kontrakten var udløbet, nægtede Australian Idol-producenterne, at fjerne hende fra showet. I hele sæsonen fortsatte Mauboy med at imponere dommerne med hendes optrædener. I den sidste uge, efter hendes gengivelse af Kelly Clarksons "Walk Away", kommenterede dommer Kyle Sandilands Mauboys vægt ved at sige, at hvis hun ønskede at få succes i musikindustrien, skal hun "tabe gelémaven". Mauboy blev bedrøvet af kommentaren. I et interview med Who, to år efter den kommentar blev sagt, udtalte Mauboy: "Jeg tog det som en joke ... jeg ser tilbage på det som en positiv ting - det gjorde mig til en stærkere person." I uge 10 modtog Mauboy den første touchdown i sæsonen fra dommer Mark Holden for hendes gengivelse af Christina Aguileras hit "Beautiful". Under finalen i uge 9, havde Mauboy ondt i halsen, der resulterede i en middelmådig gengivelse af Phil Collins' "Another Day in Paradise", og oplevede næsten at blive elimineret, da hun landede blandt de tre nederste artister. Efter denne uge, kom hun aldrig i bund tre igen, og endte forløbet til den endelige optræden med Damien Leith. Den store finale blev afholdt den 27. november i Operahuset i Sydney. Efter seernes stemmer var blevet optalt det blev meddelt, at Mauboy var nummer 2 efter Leith.

## Musikkarriere

### 2006-09:The Journey, Young Divas, ogBeen Waiting
I december 2006 underskrev Mauboy en pladekontrakt med Sony Music Australia - to uger efter den fjerde sæson af Australian Idol sluttede.. Hun udgav sit debut live album, The Journey i Australien den 24. februar 2007. Albummet blev en to-disc-edition. Disc 1 indeholdt re-indspillede coverversioner af de valgte sange, som Mauboy sang, som led i Australian Idol, mens disc 2 omfattede en DVD af hendes præstationer i sæsonen. The Journey debuterede som nummer fire på ARIA Albums Chart og blev certificeret guld af Australian Recording Industry Association. I september tiltrådte Mauboy som nyt medlem af pigegruppen Young Divas, hvor hun erstattede en af gruppens oprindelige medlemmer, Ricki-Lee Coulter, der havde forladt i juni for at genoptage sin solokarriere. Deres andet studiealbum, New Attitude, blev udgivet den 24. november. Dens første single , "Turn Me Loose", blev udgivet den 3. november, og nåede op som nummer 15 på ARIA Singles Chart. Albummet debuterede som nummer 10 på ARIA Album Chart og blev certificeret guld.
I mellemtiden i marts 2008 underskrev Mauboy på den australske regerings In2Oz program, der er designet til at fremme tættere forbindelser med Indonesien. Som en del af programmet, rejste hun til Indonesien i en tredages tur, hvor hun optrådte rundt i landet, herunder en udsendelse i Indonesian Idol, hvor hun sang Beyoncés "Crazy in Love" og "Sempurna" med de tidligere deltagere Mike, Judika og Lucky. Det var i denne tid, at Mauboy var begyndt at arbejde på sit første soloalbum. Efter hendes tre-dages tur til Indonesien, vendte hun tilbage til Sydney for en ugelang optagelsessession. I august bebudede Mauboy, at efter et år med Young Divas, havde hun besluttet at holde op med henblik på at koncentrere sig om sin solokarriere. Stiftende medlem Paulini havde også besluttet at stoppe, som efterlader Kate DeAraugo og Emily Williams som de eneste tilbageværende medlemmer. Deres manager David Champion erklærede, at gruppen ville gennemgå en tredje ændring efter Mauboy og Curuenavulis afgange, med en tredje album vil blive frigivet senere på året. Men både DeAraugo og Williams genoptog efterfølgende deres solokarriere, og gruppen blev officielt opløst.
I slutningen af 2008 Mauboy flyttede fra Darwin til Sydney og forberedt til udgivelsen af hendes debut album, Been Waiting. Albummet blev udgivet den 22. november; det toppede som nummer 11 og blev certificeret dobbelt platin for overførsel af 140.000 enheder. Mauboy var med til at skrive seks af albummets sange, som blev produceret af Audius Mtawarira, Israel Cruz, Jonas Jeberg, Cutfather, Adam Reily, Fingaz og Kwamé. Albummet fik positive anmeldelser fra kritikerne. Davey Boy fra Sputnikmusic gav albummet tre ud af fem stjerner og skrev, at det var en "imponerende debut som tyder på, at der i fremtiden faktisk kunne være kvalitetsmusik at se frem til, når hun modnes og får mere erfaring". "Running Back", som byder på den amerikanske rapper Flo Rida, blev udgivet som albummets første single den 19. september. Det toppede som nummer tre og blev certificeret dobbelt platin. Albummets anden single, "Burn", blev Mauboy første nummer et single, og blev certificeret platin. Det nåede også nummer 92 på Japan Hot 100 og blev Mauboys første single til at hitte internationalt. I februar 2009 indgik Mauboy en aftale med det britiske pladeselskab Ministry of Sound. Albummets titelnummer blev udgivet som den tredje single den 6. marts. Sangen toppede som nummer 12 og blev certificeret guld. De følgende singler, "Because" og "Up/Down", toppede som henholdsvis ni og 11,  og begge blev certificeret guld.
Been Waiting blev udgivet i Japan den 22. april, og nåede op som nummer 138 om den japanske albumhitliste. Til Deadly Awards i 2009, vandt Mauboy tre priser i kategorierne 'Female Artist of the Year', 'Album of the Year' for Been Waiting, og 'Single Release of the Year' for "Burn". Sammen med Flo Rida, var Mauboy opvarmningsband for Beyoncé på den australske del af hendes I Am ... World Tour i september. At the ARIA Music Awards 2009, Mauboy syv nomineringer til albummet og singler; hun blev nomineret til 'Highest Selling Album', 'Best Pop Release', 'Breakthrough Artist Album', Best Female Artist, 'Breakthrough Artist Single' for "Running Back", og 'Highest Selling Single' for "Running Back" og "Burn". Til sidst vandt Mauboy 'Highest Selling Single' for "Running Back".

### 2010-12:Get 'Em Girls
I januar 2010 Mauboy underskrev en kontrakt med Universal Music for en eksklusiv global udgivelsesaftale på lang sigt. I april var hun en del af bluesfesten sammen med mange andre nationale og internationale artister i Byron Bay, New South Wales. I maj samarbejdede Mauboy med fire andre internationale kunstnere, som repræsenterer deres kontinenter - Sean Kingston, der repræsenterer Amerika, Jody Williams, der repræsenterer Afrika, Tabitha Nauser der repræsenterer Asien, Steve Appleton der repræsenterer Europa, hvor Mauboy repræsenterer Oceanien - på en sang med titlen "Everyone". Sangen blev oprindeligt indspillet for at blive brugt som temasang til Ungdomssommer-OL 2010. Mauboy, Williams, Nauser og Appleton optrådte med sangen ved åbningen af OL, som blev afholdt i Singapore den 14. august. Kingston var ikke i stand til at deltage i udførelsen, grundet et pas mix-up.
Mauboy udgav sit andet studiealbum, Get 'Em Girls, den 5. november 2010; det debuterede som nummer seks og blev certificeret guld. Hun rejste til USA i februar samme år, for at arbejde på albummet i Los Angeles, New York og Atlanta med en bred vifte af amerikanske sangskrivere og producenter, hvoraf de fleste havde hun ikke arbejdet med tidligere. Mauboy var med til at skrive tre af albummets sange. Get 'Em Girls modtog blandede anmeldelser fra kritikerne. Majhid Heath fra ABC Online Indigenous gav albummet to-og-en-halv ud af fem stjerner, og skriver, at det er en "ikke-sammenhængende rod af lignende klingende, auto-tunet-hærgede pop/R&B, der formindsker talentet af denne strålende ung sangerinde". Albummets titelnummer, som byder på en gæstevokal af den amerikanske rapper Snoop Dogg, blev udgivet som dens første single den 17. september, og toppede som nummer 19. Mauboy udført "Get 'Em Girls" til Nickelodeon Australian Kids' Choice Awards 2010 den 8. oktober, hvor hun var medvært ved prisoverrækkelsen med Liam Hemsworth og Jerry Trainor og tog hjem med prisen for 'Fave Aussie Muso'. "Saturday Night" featuring den amerikanske rapper Ludacris, blev udgivet som albummets anden single den 25. oktober, og toppede som nummer syv og blev certificeret dobbelt platin. De følgende singler, ""What Happened to Us" featuring den engelske sanger Jay Sean og "Inescapable" toppede som nummer 14 og fire. Den tidligere blev certificeret platin og sidstnævnte certificeret dobbelt platin.
Ved Australian of the Year Awards 2010, fik Mauboy sin første nominering i kategorien Young Australian of the Year. Den 10. december, hun optrådte foran et publikum på 92.000 på Federation Square i Melbourne, i forbindelse med Oprah Winfreys besøg på stedet. Mauboys præstation blev vist i den første af de fire australske tilbud i The Oprah Winfrey Show den 18. januar 2011. I april var hun opvarmning for den amerikansk sanger Chris Brown på den australske del af hans F.A.M.E. Tour. Fra januar til februar 2012 indledte Mauboy og Stan Walker deres Galaxy Tour på tværs af Australien, for at fejre udgivelsen af deres duet "Galaxy", den femte single fra Get 'Em Girls. Sangen toppede som nummer 13 og blev certificeret platin. Den nåede nummer 36 på New Zealand Singles Chart, og er Mauboy første single til at være på en hitliste i New Zealand.
Mauboy indspillet 15 sange til The Sapphires' soundtrack album, som blev udgivet den 27. juli 2012. Albummet debuterede som nummer et og blev certificeret platin. Mauboy udgav "Gotcha" som albummets førende single, der toppede som nummer 43 og blev certificeret guld. Ved ARIA Music Awards 2012, blev hun nomineret for 'Best Female Artist', 'Best Pop Release' for "Gotcha", og 'Song of the Year' for "Galaxy".

### 2013-nu:Beautiful
Mauboy modtog to nomineringer ved ARIA Music Awards 2013 for 'Young Australian of the Year' og 'Northern Territory Young Australian of the Year'; hun vandt sidstnævnte pris. I februar 2013 blev det meddelt, at Mauboy indspillede en version af Etta James' "Something's Got a Hold on Me", som vil blive brugt som temasang til 2013 NRL sæsonen. Sangen blev udgivet som en digital single den 27. februar, og toppede som nummer 26 på ARIA Singles Chart. I marts deltog Mauboy i en syngende quizsegment for Ellen DeGeneres' to australske shows i Sydney og Melbourne. I september optrådte hun på den 65. Primetime Emmy Awards Governors Ball i Los Angeles.
Mauboy tredje studiealbum Beautiful blev udgivet den 4. oktober; det debuterede som nummer tre og blev certificeret guld. Den første single "To the End of the Earth" blev udgivet den 17. juli, toppede som nummer 21 og blev certificeret guld. Albummets anden single "Pop a Bottle (Fill Me Up)" blev udgivet den 27. september, debuterede som nummer to og blev certificeret platin. Sangen nåede nummer 33 på New Zealand Singles Chart og blev Mauboys tredje single på en hitliste internationalt. De følgende singler, "Beautiful" og "Never Be the Same", toppede som 46 og seks. Til 2013 NRL Grand Final den 6. oktober, udførte Mauboy et medley af "Something's Got a Hold on Me" og "Pop a Bottle (Fill Me Up)", den australske nationalsang, og "Livin' la Vida Loca" med Ricky Martin. Hun indledte To the End of the Earth Tour, hendes første soloturné fra november 2013 til januar 2014. Turnéen bestod af 27 shows og modtog positive anmeldelser fra kritikerne. Mauboy udførte "Pop a Bottle (Fill Me Up)" til ARIA Music Awards 2013 den 1. december, og vandt 'Best Female Artist" for "To the End of the Earth".
Den 24. januar 2014 udgav Mauboy en coverversion af "I Am Australian" med Dami Im, Justice Crew, Nathaniel Willemse, Samantha Jade og Taylor Henderson, som faldt sammen med Australia Day-festlighederne.. Sangen toppede som nummer 51 på ARIA Singles Chart. Mauboy blev valgt af SBS til at synge ved Eurovision Song Contest 2014 i erkendelse af Australiens kærlighedsaffære med den årlige begivenhed. Hun optrådte med "Sea of Flags" i den anden semifinale i Danmark, hvilket gør hende til den første soloartist fra lande uden for Europa, til at synge ved konkurrencen som gæst. Sangen blev udgivet online umiddelbart efter præstationen i Australien og i hele Europa. SBS viste dokumentarfilmen, Jessica Mauboy's Road to Eurovision den 10. maj før deres dækning af den anden semifinale. Den 3. august Mauboy vil synge under Commonwealth Games Flag overdragelse ceremoni på Hampden Park Stadium i Glasgow, Skotland for at markere den officielle overdragelse af Commonwealth Games fra Glasgow til Gold Coast i 2018.

## Artist

### Musik og sangskrivning
Mauboys musik er generelt R&B og pop, men hun har også inkorporeret hip hop ind i nogle af hendes sange.Mauboys debutalbum, Been Waiting, er blevet beskrevet som "en blanding af electro beats, inderlige popsange og R&B bas linjer". De fleste af temaerne på albummet handler om stævnemøder med drenge, kærlighed og brud. Jarrad Bevan fra The Mercury bemærkede, at albummet også indeholder temaer om hverdagen, familieproblemer og venskab. Alasdair Duncan fra Rave magasin, beskrev Mauboys andet album, Get 'Em Girls, som "en mere hårde kanter end hendes debut, pumpet fuld af hip hop beats, takkede synths og futuristisk vokale effekter". Mauboy sagde, at hun ønskede, at hver sang på albummet skulle tale om en "kvindes behov", og at albummets tema var "meget om empowerment af kvinder, og dominans af kvinder".
Bortset fra hendes virke som vokal, har Mauboy også co-skrevet nogle af hendes materiale. Hun co-skrev seks sange på hendes første album, tre på hendes andet album og 10 numre på hendes tredje album. Selvom Mauboy havde nogen skriftligt kreditter for sangene "Fight for You" og "Here for Me" på albummet Get 'Em Girls, udtalte hun i et interview, at mens de arbejdede med amerikansk producer Harvey Mason, Jr., kom de op med melodier og kroge for disse sange. Hun har også eksperimenteret med en operaagtig stemme på hendes sang "Scariest Part". I 2010 blev Mauboy nomineret til 'Breakthrough Songwriter of the Year' ved APRA Awards.

### Påvirkninger
Mauboy voksede op med at lytter til countrysangere Patsy Cline og Dolly Parton, samt rappere Tupac Shakur, Dr. Dre og Snoop Dogg. Hun kan lide at spille klaver, mens de synger sange af Mariah Carey, Whitney Houston, og Bee Gees. Mauboy citerer Carey og Houston som hendes musikalske inspirationer, og John Farnham som hendes største australske musikalsk indflydelse. Hun beundrer skuespillerinde Deborah Mailman for de roller hun spiller, og olympisk mester Cathy Freeman, som hun sagde, "har været en stor indflydelse på mit liv". Mauboy er en fan af Jennifer Lopez og Beyoncé. Adskillige publikationer har mærket hende, som Australiens svar på Beyoncé. Mauboy har udtalt, at hun ikke er enig med sammenligninger med Beyoncé, og siger "Jeg tror bare, hun er fantastisk, og jeg er helt langtfra hvor hun er, men jeg stræber efter det".

## Andet arbejde

### Film og tv-karriere
I januar 2010 Mauboy havde en hovedrolle i filmtilpasning af Aboriginal musikalske musical Bran Nue Dae. Filmen blev instrueret af Rachel Perkins og medvirkede indbefatter også Ernie Dingo, Geoffrey Rush, Missy Higgins, og Deborah Mailman. I filmen Mauboy spillede rollen som Rosie, en lokal kirkesanger, der har en kærlighedsinteresse i en skoledreng ved navn Willie (spillet af Rocky McKenzie). I november 2010 havde hun en gæsteoptræden i den sidste episode af tv-mini-serie , Underbelly: Razor', og spillede rollen som en natklubsanger, ved navn Gloria Starr.
Mauboy havde en ledende rolle i The Sapphires, en film baseret på sceneshowet af samme navn. Den blev instrueret af Wayne Blair og medvirkede indbefattede også Deborah Mailman, Shari Sebbens, og Miranda Tapsell. Mauboy spillede rollen som Julie McCrae, en af de fire oprindelige australske sangere, der rejser fra en mission i Victoria til Vietnam for at synge for amerikanske tropper. Mauboy og skuespillerne deltog i filmens premiere på 65. årlige Cannes Film Festival i Cannes, Frankrig den 20. maj 2012. Efter sin udgivelse i USA i 2013, optrådte Mauboy på The Ellen DeGeneres Show den 18. april. For sin præstation i The Sapphires vandt hun AACTA Award for bedste kvindelige hovedrolle i en birolle, og den australske Film Critics Association Award for bedste kvindelige birolle.
Mauboy blev en mentor i den anden serie af The Voice Australia i april 2013 og blev parret op med coach Ricky Martin for at forberede deltagerne i hans team for showets battlerunder. I september 2013 lavede hun en gæsteoptræden i tredje og sidste sæson af Dance Academy som sig selv. Mauboy dukkede op i en episode af Sesame Street den 20. marts 2014 med sangen "Count the Kangaroos" i et klip, der blev filmet i Alice Springs. Klippet fokuserer på tallet fem og har fem animerede kænguruer, fem boomeranger og fem børn fra Yipirinya State Primary School.

### Reklamer
I 2007 optrådte Mauboy i reklamer for shampooprodukt, Head & Shoulders. I april 2009 allierede Mauboy sig med Bloom Cosmetics at oprette to designer kollektion neglelakker, som omfattede nuancer af sangria rød og metallic grøn. I oktober 2010 blev hun den nye ansigt af videospillet, Nintendogs + Cats 3DS, og slog sig sammen med RSPCA og Nintendo at bidrage til at promoverer spillet. Mauboy allierede sig med tøjmærket KuKu i december 2010, at lancere hendes fem-kjole mode sortiment, som blev stillet til rådighed i Myer butikker over hele Australien. I juli 2011 blev det afsløret, at hun afslog et tilbud om at blive i ansigtet af et alkoholbrand, fordi hun troede det ville sende et forkert signal til oprindelige samfund, som kæmper med alkoholisme. I februar 2014 var Mauboy blevet ophøjet til brandambassadørstatus for NRL under en langsigtet aftale. I maj 2014 blev Mauboy bekræftet som en ny sundheds-og wellness ambassadør for Swisse. I juni 2014 blev Mauboy bekræftet som ambassadør for international flyselskab Qantas sammen med Telstra.

## Diskografi
- Been Waiting (2008)
- Get 'Em Girls (2010)
- Beautiful (2013)

## Turnéer

### Hovednavn
- Galaxy Tour (med Stan Walker) (2012)
- To the End of the Earth Tour (2013–14)

### Støtte
- Beyoncés I Am ... World Tour: Australsk del (2009)
- Chris Browns F.A.M.E. Tour: Australsk del (2011)